# Linisa texasiana
Linisa texasiana är en snäckart som först beskrevs av Moïse Étienne Moricand 1833.  Linisa texasiana ingår i släktet Linisa och familjen Polygyridae. Inga underarter finns listade i Catalogue of Life.